# Stanisław Filipecki

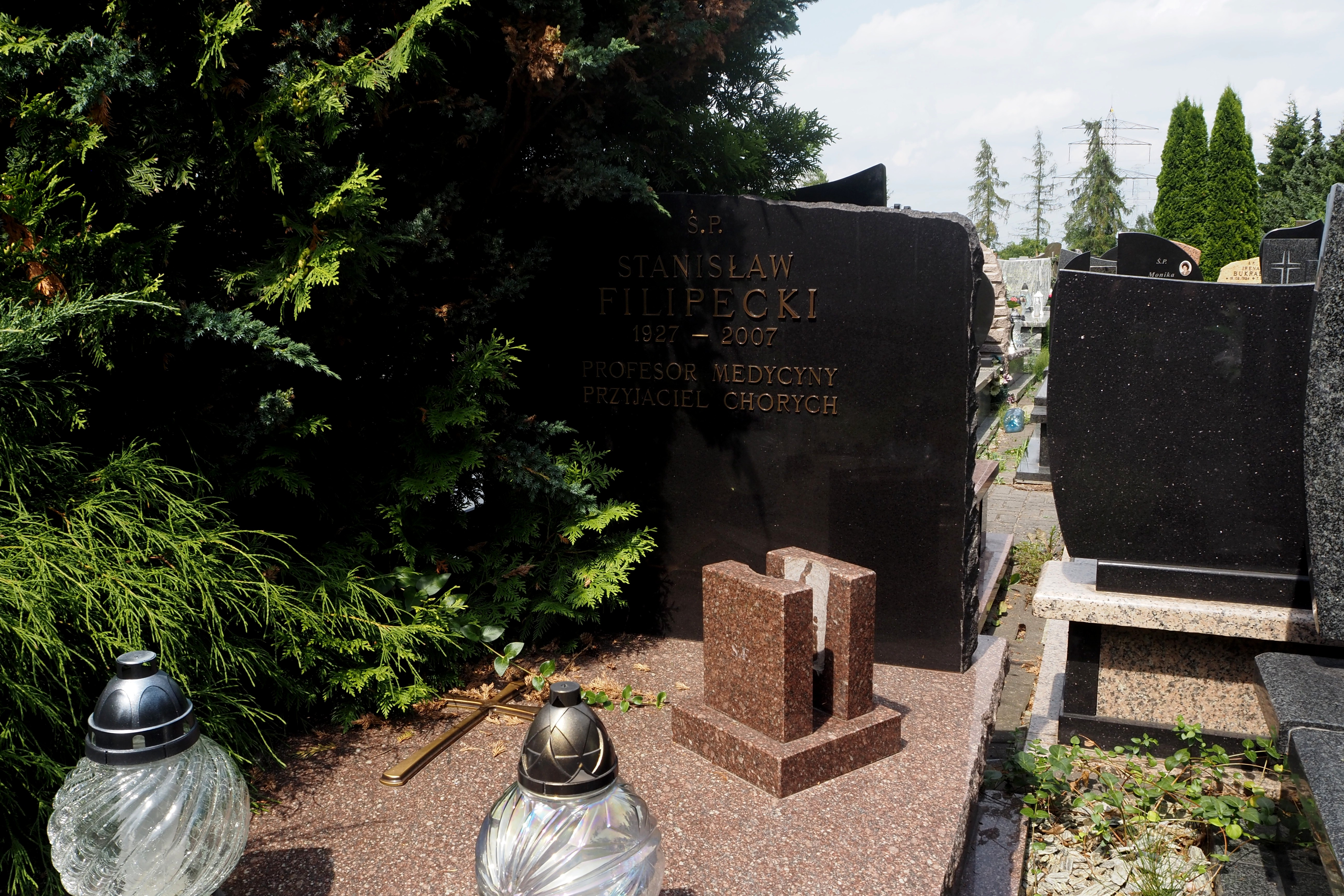
Grób prof. Stanisława Filipeckiego na cmentarzu parafialnym w Michałowicach koło Pruszkowa

Stanisław Filipecki (ur. 1927, zm. 25 grudnia 2007) – polski lekarz internista, profesor doktor habilitowany nauk medycznych, specjalista chorób wewnętrznych, nauczyciel akademicki, publicysta i tłumacz. Pionier leczenia zatorowości płucnej i terapii powikłań zakrzepowo-zatorowych w Polsce. Członek Rady Naukowej przy Instytucie Gruźlicy i Chorób Płuc. Współzałożyciel Polskiej Fundacji do Walki z Zakrzepicą ”Thrombosis”.  
Absolwent Wydziału Lekarskiego AM w Warszawie z 1952 r. Wieloletni pracownik II Kliniki Chorób Wewnętrznych Wydziału Lekarskiego AM w Warszawie, a następnie Kliniki Chorób Wewnętrznych Instytutu Gruźlicy i Chorób Płuc w Warszawie.